# Здравко Радев
Здравко Радев е бивш български футболист, централен защитник.

## Биография
Роден е на 12 май 1972 г. в Дупница. Играл е за Марек, Чирпан, ЦСКА, Спартак (Варна), Беласица, Акратитос (Гърция) и Бней Сахнин (Израел). Шампион и носител на купата на страната през 1997 г. с ЦСКА, бронзов медалист през 1998 г. В А група има 145 мача и 10 гола. За ЦСКА е изиграл 43 мача и е вкарал 2 гола за купата и 10 мача с 1 гол в евротурнирите (2 мача за КЕШ и 8 мача с 1 гол за купата на УЕФА). Той беше един от най-стабилните български защитници. За А националния отбор има 1 мач, за Б националния отбор има 2 мача, а за младежкия национален тим има 6 мача.

## Статистика по сезони
- Марек – 1991/92 – Б група, 14 мача/1 гол
- Марек – 1992/93 – Б група, 31/2
- Марек – 1993/ес. - А група, 14/2
- Чирпан – 1994/пр. - В група, 15/2
- Чирпан – 1994/95 – Б група, 29/3
- Чирпан – 1995/96 – Б група, 36/5
- Чирпан – 1996/ес. - Б група, 12/2
- ЦСКА – 1996/97 – А група, 4/0
- Спартак (Вн) – 1997/ес. - А група, 7/1
- ЦСКА – 1998/пр. - А група, 2/0
- ЦСКА – 1998/ес. - А група, 14/0
- Спартак (Вн) – 1999/пр. - А група, 10/1
- Спартак (Вн) – 2000/пр. - А група, 4/0
- Спартак (Вн) – 2000/ес. - А група, 11/1
- Акратитос – 2001/пр. - B'Етники Категория, 7/1
- Бней Сахнин – 2001/ес. - Лига Леумит, 6/1
- Марек – 2001/02 – А група, 15/0
- Беласица – 2002/03 – Б група, 4/0
- Беласица – 2003/04 – А група, 26/2
- Беласица – 2004/ес. - А група, 4/1
- Спартак (Вн) – 2005/пр. - А група, 15/0